# Maximilian Ferdinand von Merveldt
Maximilian Ferdinand von Merveldt (Taufname: Maximilian Ferdinand Theodor Maria Josef von Merveldt) (* 14. April 1727 in Münster; † 25. März 1790 ebenda) war Domherr in Hildesheim und Münster.

## Leben

### Herkunft und Familie
Maximilian Ferdinand von Merveldt wuchs als Sohn des Ferdinand Dietrich von Merveldt und seiner Gemahlin Josefa Maria Anna von Westerholt zu Lembeck (1693–1762) zusammen mit seinen Brüdern Clemens August (Obristhofmarschall und Amtsdroste) und Hermann Adolf (* 1718, Malteserorden) in der uralten westfälischen Adelsfamilie von Merveldt auf.

### Werdegang und Wirken
Mit dem Erhalt der Tonsur am 15. April 1742 wurde Maximilian Ferdinand auf ein geistliches Leben vorbereitet. Durch kaiserliches Ersuchen wurde ihm im Jahre 1744 eine Dompräbende in Hildesheim erteilt. An der Universität Reims absolvierte er ein Jurastudium. Am 11. Juni 1752 erhielt er die Weihe zum Subdiakon. Nachdem sein Bruder Clemens August verzichtet hatte, erhielt er die Präbende in Münster. 1774 erhielt er die Obödienz Schwienhorst. Am 30. November 1788 wurde er zum Propst von St. Remigius Borken ernannt und einen Monat später erhielt er das Archidiakonat Winterswijk. Damit war er zugleich Propst der Pfarrei St. Ludgeri in Münster. Im gleichen Jahre versuchte seine Familie, ihn zugunsten seines Neffen Burchard Paul zum Verzicht auf seine Ämter zu bewegen. Trotz angeschlagener Gesundheit blieb er bis zum Tode im Amt.
Am 28. März 1790 wurde er im Dom zu Münster begraben.